# Copa Conmebol 1998
Copa CONMEBOL 1998 var 1998 års säsong av den sydamerikanska fotbollsturneringen Copa CONMEBOL som vanns av den brasilianska klubben Santos. Det var klubbens första titel och togs efter en seger mot Rosario Central från Argentina efter 1-0 totalt.
I turneringen deltog fyra lag från Brasilien; två lag från Argentina, Colombia och Uruguay; ett lag från Bolivia, Chile, Ecuador, Paraguay, Peru och Venezuela.

## Åttondelsfinaler
| Lag 1             | Tot. resultat | Lag 2                 | 1:a matchen | 2:a matchen | Straffar |
| ----------------- | ------------- | --------------------- | ----------- | ----------- | -------- |
| América (RN)      | 1–3           | Sampaio Corrêa        | 0–0         | 1–3         | —        |
| Deportivo Italia  | 3–4           | Deportes Quindío      | 2–2         | 1–2         | —        |
| Santos            | (s) 3–3       | Once Caldas           | 2–1         | 1–2         | 3–2      |
| Melgar            | 2–6           | LDU Quito             | 1–3         | 1–3         | —        |
| Jorge Wilstermann | (s) 1–1       | Gimnasia              | 0–0         | 1–1         | 4–2      |
| Atlético Mineiro  | (s) 2–2       | Cerro Corá            | 2–2         | 0–0         | 4–2      |
| Rosario Central   | 2–1           | Audax Italiano        | 2–0         | 0–1         | —        |
| Huracán Buceo     | 4–0           | River Plate (Uruguay) | 0–0         | 4–1         | —        |

## Kvartsfinal
| Lag 1            | Tot. resultat | Lag 2             | 1:a matchen | 2:a matchen | Straffar |
| ---------------- | ------------- | ----------------- | ----------- | ----------- | -------- |
| Deportes Quindío | 0–2           | Sampaio Corrêa    | 0–1         | 0–1         | —        |
| LDU Quito        | 2–2           | Santos            | 2–2         | 0–3         | —        |
| Atlético Mineiro | 4–1           | Jorge Wilstermann | 3–1         | 1–0         | —        |
| Huracán Beceo    | 2–5           | Rosario Central   | 2–3         | 0–2         | —        |

## Semifinal
| Lag 1           | Tot. resultat | Lag 2            | 1:a matchen | 2:a matchen | Straffar |
| --------------- | ------------- | ---------------- | ----------- | ----------- | -------- |
| Santos          | 5–1           | Sampaio Corrêa   | 0–0         | 5–1         | —        |
| Rosario Central | 2–1           | Atlético Mineiro | 1–1         | 1–0         | —        |

## Final
| Lag 1  | Tot. resultat | Lag 2           | 1:a matchen | 2:a matchen | Straffar |
| ------ | ------------- | --------------- | ----------- | ----------- | -------- |
| Santos | 1–0           | Rosario Central | 1–0         | 0–0         | —        |